# Liste der Stolpersteine in Haßfurt
Die Liste der Stolpersteine in Haßfurt enthält die Stolpersteine, die vom deutschen Künstler Gunter Demnig in der unterfränkischen Kreisstadt Haßfurt verlegt wurden. Stolpersteine sind Opfern des Nationalsozialismus gewidmet, all jenen, die vom NS-Regime deportiert, ermordet, in die Emigration oder in den Suizid getrieben wurden. Demnig verlegt für jedes Opfer einen eigenen Stein, im Regelfall vor dem letzten selbst gewählten Wohnsitz.
Die ersten Verlegungen in Haßfurt fanden am 29. Mai 2023 statt.

## Stolpersteine
In Haßfurt wurden elf Stolpersteine verlegt. Sie finden sich an drei Adressen. Die Grundsortierung erfolgt alphabetisch nach dem Familiennamen.
| Stolperstein | Inschrift | Verlegeort         | Name, Leben                                       |
| ------------ | --- | ------------------ | ------------------------------------------------- |
|              | HIER WOHNTE BABETTE GOLDMANN JG. 1888 DEPORTIERT 1942 TRANSIT-GHETTO KRASNICZYN ERMORDET                            | Zwerchmaingasse 11 | Babette Goldmann (1888–1942/45)                   |
|              | HIER WOHNTE JULIUS GOLDMANN JG. 1882 'SCHUTZHAFT' 1938 KZ DACHAU DEPORTIERT 1942 TRANSIT-GHETTO KRASNICZYN ERMORDET | Zwerchmaingasse 11 | Julius Goldmann (1888–1942/45)                    |
|              | HIER WOHNTE BABETTE LONNERSTÄDTER JG. 1877 DEPORTIERT 1942 TRANSIT-GHETTO KRASNICZYN ERMORDET                       | Anstaltsgäßchen 2  | Babette Lonnerstädter (1877–1942/45)              |
|              | HIER WOHNTE LÖB LONNERSTÄDTER JG. 1866 DEPORTIERT 1942 THERESIENSTADT ERMORDET 22.10.1942                           | Anstaltsgäßchen 2  | Löb Lonnerstädter (1877–1942/45)                  |
|              | HIER WOHNTE CÄCILIE ROSENTHAL JG. 1921 DEPORTIERT 1942 TRANSIT-GHETTO KRASNICZYN ERMORDET                           | Hauptstraße 23     | Cäcilie Rosenthal (1921–1942/45)                  |
|              | HIER WOHNTE FRIEDEL ROSENTHAL VERH. ASCHER JG. 1915 FLUCHT 1936 PALÄSTINA                                           | Hauptstraße 23     | Friedel Rosenthal (1915–)                         |
|              | HIER WOHNTE HERMANN ROSENTHAL JG. 1914 'SCHUTZHAFT' 1938 BUCHEENWALD FLUCHT 1939 ENGLAND                            | Hauptstraße 23     | Hermann Rosenthal (1914–)                         |
|              | HIER WOHNTE JONAS ROSENTHAL JG. 1879 DEPORTIERT 1942 TRANSIT-GHETTO KRASNICZYN ERMORDET                             | Hauptstraße 23     | Jonas Rosenthal (1879–1942/45)                    |
|              | HIER WOHNTE KAROLINE ROSENTHAL JG. 1922 DEPORTIERT 1942 TRANSIT-GHETTO KRASNICZYN ERMORDET                          | Hauptstraße 23     | Karoline Rosenthal (1922–1942/45)                 |
|              | HIER WOHNTE SELMA ROSENTHAL GEB. LONNERSTÄDTER JG. 1885 DEPORTIERT 1942 TRANSIT-GHETTO KRASNICZYN ERMORDET          | Hauptstraße 23     | Selma Rosenthal geb. Lonnerstädter (1885–1942/45) |
|              | HIER WOHNTE THERESE ROSENTHAL JG. 1928 DEPORTIERT 1942 TRANSIT-GHETTO KRASNICZYN ERMORDET                           | Hauptstraße 23     | Therese Rosenthal (1928–1942/45)                  |

## Verlegedaten
- 29. Mai 2023: Hauptstraße 23
- 11. November 2023: Anstaltsgäßchen 2, Zwerchmaingasse 11[1]

Die erste Verlegung wurde musikalisch von zwei Gitarrenspielern untermalt. Beim Empfang im Evangelischen Gemeindehaus nach der zweiten Verlegung las die Übersetzerin Olga Geisler Gedichte von Opfern des NS-Regimes.